# 阿部牧郎
阿部 牧郎（あべ まきお、1933年〈昭和8年〉9月4日 - 2019年〈令和元年〉5月11日）は、日本の小説家。

## 概要
京都府出身、高校時代を父の出身地である秋田県花輪町(現在の鹿角市)で過ごした。父は東大卒の京都府職員。母の叔父に横山助成がいる。京都大学文学部フランス文学科卒。サラリーマン生活の傍ら作家活動に入り、1968年に『蛸と精鋭』が候補になって以後69～71年にかけて7回（61, 62, 64, 65, 67, 71回）直木賞候補になる。
1987年『それぞれの終楽章』で第98回直木賞受賞。処女作から受賞作までの悪戦苦闘の足跡を綴った自伝的小説に『大阪迷走記』（新潮社）がある。
官能小説家として多くの作品があるが、野球に関する小説も多く、直木賞候補になった『失われた球譜』以後『狼たちの笑う日』や『ドンキホーテ軍団』、『焦土の野球連盟』などフィクション、ノンフィクションの区別なく秀作がある。また、『危機の外相 東郷茂徳』、『英雄の魂 小説石原莞爾』、『豪胆の人 帝国陸軍参謀長・長勇伝』などの評伝小説も多い。
プロ野球では読売ジャイアンツの大ファンであった。また競馬ファンとしても知られ、「（エリモジョージが勝った）1976年の天皇賞・春が一番印象に残っている」とNHK競馬中継でゲストで出演した時に語っていた（1988年天皇賞・春における放送時。解説を担当した武邦彦にもこの件に付いて語っていた）。
また1970年代には大阪放送（ラジオ大阪）にて『阿部牧郎とその一味』という環境問題を考えるラジオ番組のパーソナリティを務め、またKBS京都放送で担当していたラジオ番組『話のターミナル』での話術が評価されて第27回（1989年度）ギャラクシー賞を受賞している。
音楽に造詣が深く、管弦楽曲、ピアノ曲などのクラシック作品が効果的な情景描写として使われることも多い。また50代になってから正規のレッスンによりオーボエ演奏を習得した。
2019年5月11日、急性肺炎のため大阪府内の病院で死去。85歳没。

## 著書
- 『袋叩きの土地』文藝春秋 1969「蛸と精鋭」文庫
- 『競馬いのち』新風出版社 1970
- 『南海・島本講平の詩』中央公論社 1971
- 『アンモニア戦記 文藝春秋 1971
- 『われらの異郷』三一書房 1971
- 『競馬野郎』双葉社 1971
- 『菊花賞を撃て』立風書房 1972
- 『ぼてぢゅう一代 肌と銭の戦記』サンケイノベルス 1974 のち双葉文庫
- 『株式会社本願寺』立風書房 1974
- 『女子供は異民族』毎日新聞社 1975
- 『ワシントンの陥ちた日』文藝春秋 1975「失われた球譜」文庫
- 『もう一つの太陽 小説長島茂雄』読売新聞社 1975
- 『ビル街の官能』サンケイノベルス 1975 のち徳間文庫
- 『天皇賞への走路』立風書房 1976 のち徳間文庫
- 『空から来た挑戦者 小説大場政夫』双葉社 1976
- 『女の頭とつき合う方法 ドキッとする27の発想』青春出版社 1977
- 『金曜日の寝室』サンケイ出版 1977 のち徳間文庫
- 『小説安宅産業』ダイヤモンド社 1977「商社崩壊」徳間文庫
- 『抱擁カレンダー』桃園書房 1977 のち徳間文庫、広済堂文庫
- 『キャリアガールズ』サンケイ出版 1978 のち徳間文庫
- 『白い花の強打者』実業之日本社 (Joy novels) 1978
- 『海の放浪者』サンケイ出版 1978 のち徳間文庫
- 『恋愛学校』サンケイ出版 1979 のちケイブンシャ文庫、徳間文庫
- 『狼たちが笑う日』文藝春秋 1979 のち徳間文庫
- 『順送りの恋人』実業之日本社 (Joy novels) 1979 のち双葉文庫、ケイブンシャ文庫、徳間文庫
- 『男は愛から出発しない』日本交通公社 1979
- 『夜の息づかい』徳間書店 1979 のち文庫
- 『正月二日の寝室』グリーンアローブックス 1979
- 『娘たちの夜』徳間書店 1979「夜の肌ざわり」文庫、広済堂文庫
- 『白い肌の神々』徳間書店 1980 のち文庫
- 『夜のオフィス』実業之日本社 (Joy novels) 1980
- 『恋愛新幹線』サンケイ出版 1980 のち双葉文庫、ケイブンシャ文庫、「情事の終着駅」広済堂文庫、原題で徳間文庫
- 『土曜日の女狩り』三推社(別冊ベストカーガイド) 1980 のちケイブンシャ文庫
- 『情事の脅迫者』トクマ・ノベルズ 1980 のち文庫
- 『90番死なず 珠玉の野球小説集』フタバノベルス 1981 のち文庫
- 『偏見球談』文化出版局 1981
- 『熱い夜の旋律』トクマ・ノベルズ 1981 のち文庫
- 『誘惑教室』講談社 1981 のち双葉文庫、講談社文庫
- 『裸体家族』トクマ・ノベルズ 1981 のち文庫、ケイブンシャ文庫
- 『情事の追跡者』フタバノベルス 1982 のち徳間文庫、広済堂文庫
- 『誘惑魔』講談社 1982 のち文庫
- 『蜜月新報』グリーンアローブックス 1982 のち徳間文庫
- 『キャプテン源兵衛の明日』文藝春秋 1982 のち文庫
- 『虹の野望』トクマ・ノベルズ 1982 のち文庫
- 『娼婦の町の蜜月』トクマ・ノベルズ 1982 のち文庫
- 『自由家族』トクマ・ノベルズ 1982 のち文庫
- 『情事の目撃者』読売新聞社 1982 のち徳間文庫
- 『20時の誘惑者』サンケイ出版 1982 のち徳間文庫
- 『誘惑夫人』講談社 1982 のち文庫
- 『情事の会議室』実業之日本社 (Joy novels) 1982 のち双葉文庫、ケイブンシャ文庫、広済堂文庫、徳間文庫
- 『ニッポン野球株式会社』グリーンアローブックス 1982 のち徳間文庫
- 『キャリアガールズ』サンケイ出版 1982 のち徳間文庫
- 『オフィスガールの寝室』講談社 1982 のちケイブンシャ文庫、徳間文庫
- 『誘惑調査室』講談社ノベルス 1983 のち文庫
- 『空駈ける裸婦』トクマ・ノベルズ 1983
- 『嵯峨野物語』文藝春秋 1983 のち文庫
- 『いただきます』サンケイ出版 1983 のちケイブンシャ文庫、徳間文庫
- 『白夜の妖精たち』トクマ・ノベルズ 1983 のち文庫
- 『1/2の誘惑者』三推社（ベストカーブックス）1983 のち徳間文庫
- 『丸の内物語』主婦と生活社 1983「丸の内レイプ事件」徳間文庫
- 『ドン・キホーテ軍団』毎日新聞社 1983 のち徳間文庫
- 『ある朝の戦雲 長編防衛産業サスペンス』トクマ・ノベルズ 1983 のち文庫
- 『快楽の製作者』トクマ・ノベルズ 1984 のち文庫
- 『死刑台への疾走』トクマ・ノベルズ 1984
- 『夜の調査員 女たちと巨人軍』サンケイ出版（ロマンノベルス）1984 のち徳間文庫
- 『春山課長・三十六歳』文藝春秋 1984 のち徳間文庫
- 『オフィスガールの更衣室』講談社ノベルス 1984 のち徳間文庫
- 『昼休みの情事』トクマ・ノベルズ 1984 のち文庫
- 『小説秋田音頭』実業之日本社 (Joy novels) 1984「情事願望 小説・秋田音頭」ケイブンシャ文庫、「誘惑地帯」講談社文庫
- 『週末の交際』サンケイノベルス 1984 のち徳間文庫
- 『夕陽の球団』フタバノベルス 1984 のち文庫
- 『君はサムを見たか』トクマ・ノベルズ 1985「機密漏洩」文庫
- 『最強軍団の崩壊』フタバノベルス 1985 のち文庫
- 『戦場の恋人』文藝春秋 1985
- 『男の誘惑女の思惑』実業之日本社 1985
- 『幸福伝説』トクマ・ノベルズ 1986 のち文庫
- 『甘い旅路』トクマ・ノベルズ 1986 のち文庫
- 『抱きしめて』フタバノベルス 1986 のち文庫
- 『熱愛家族』文藝春秋 1986
- 『大いなる情事』サンケイノベルス 1986 のち徳間文庫
- 『父は戦争に行った』双葉社 1986 のち文庫
- 『篠懸の遠い道』中央公論社 1986 のち講談社文庫
- 『誘惑街の女たち』講談社ノベルス 1986 のち文庫
- 『夜の賞与 OL官能小説』実業之日本社 (Joy novels) 1986 のちケイブンシャ文庫
- 『夜の軍団』トクマ・ノベルズ 1986 のち文庫、ケイブンシャ文庫
- 『走れ誘惑者』講談社ノベルス 1987
- 『焦土の野球連盟』サンケイ出版 1987 のち双葉文庫
- 『今日もめぐり逢い』サンケイノベルス 1987 のちケイブンシャ文庫、徳間文庫
- 『寝顔』トクマ・ノベルズ 1987 のち文庫
- 『女の冒険 現代不倫妻全集』トクマ・ノベルズ 1987 のち文庫
- 『それぞれの終楽章』（直木賞）講談社 1987 のち文庫
- 『不倫刑事の冒険』フタバノベルス 1987 のち文庫
- 『夜の視線 現代不倫妻全集2』トクマ・ノベルズ 1988 のち文庫
- 『不倫の戦士たち』講談社ノベルス 1988
- 『天使の寝室』徳間文庫 1988 のちケイブンシャ文庫
- 『大阪迷走記』新潮社 1988（自伝小説）
- 『男性復活祭』光文社 1988
- 『悲しまぬおれたち 野球小説集』勁文社ノベルス 1988
- 『雷鳴のとき』文藝春秋 1988「会社再生」徳間文庫
- 『朝まで休みなく』トクマ・ノベルズ 1988 のち文庫
- 『われらの遠い国』双葉社 1988 のち文庫
- 『ビル街の裸族』講談社ノベルス 1989 のち文庫
- 『危険な秋』講談社 1989 のち文庫
- 『わが愛の日々』新潮社 1989「熱い女」祥伝社文庫（自伝小説）
- 『密会図鑑』トクマ・ノベルズ 1989 のち文庫
- 『別れる日まで』トクマ・ノベルズ 1989
- 『妖精たちの戦場』トクマ・ノベルズ 1989 のち文庫
- 『蝕まれた栄光』双葉社 1990 のち文庫
- 『毎日が〆切日』文藝春秋 1990（エッセイ集）
- 『深夜の顔』講談社ノベルス 1990 のち文庫
- 『ホテルの裏窓』トクマ・ノベルズ 1990 のち文庫
- 『可愛い女』祥伝社（ノン・ポシェット）1990
- 『最後の恋』トクマ・ノベルズ 1990 のち文庫
- 『もう一つの旅路』文藝春秋 1991
- 『オフィス街のエロス』講談社ノベルス 1991 のち文庫
- 『性の迷宮』トクマ・ノベルズ 1991 のち文庫
- 『ベッドルームの序列 女性上司たちのエロチカ』実業之日本社 (Joy novels) 1991
- 『青春の弾丸』文藝春秋 1991 のち文庫
- 『危険な夕暮』講談社 1991 のち文庫
- 『蝶になる日』中央公論社 1991
- 『出口なき欲望』講談社ノベルス 1992 のち文庫
- 『帰ってきた青春』トクマ・ノベルズ 1992 のち文庫
- 『オフィスラブ講座』講談社ノベルス 1992「オフィスラブ 甘い誘惑」文庫
- 『夜がすすり泣く』フタバノベルス 1992 のち文庫
- 『危険な年齢 帰ってきた青春2』トクマ・ノベルズ 1992 のち文庫
- 『危機の外相・東郷茂徳』新潮社 1993 のち文庫、「東郷茂徳」人物文庫
- 『夕闇の裸像』徳間文庫 1993
- 『危険な協奏曲』講談社 1993 のち文庫
- 『夢を追われて』フタバノベルス 1993 のち文庫
- 『夜の顔昼の顔』トクマ・ノベルズ 1993 のち文庫
- 『夜の謝肉祭』光文社 1993 のち徳間文庫
- 『ゆっくりと悲しげに』文藝春秋（書下し文芸作品）1993（私小説）
- 『妄想の虜』新潮社 1994
- 『いつか見た女』実業之日本社 (Joy novels) 1994「愛しい女」祥伝社ノンポシェット、原題徳間文庫
- 『雨の夜の秘密』講談社ノベルス 1994 のち文庫
- 『素晴らしきプロ野球』中央公論社 1994「人物日本プロ野球史」人物文庫
- 『男と女の夢競馬』トクマ・ノベルズ 1994「日曜日の灼熱」文庫
- 『われらの異郷』P.O.M, 1994
- 『ビーナスの劇場』祥伝社（ノン・ポシェット）1994
- 『猫の贈り物』双葉社 1994
- 『惑いの年』講談社 1995 のち文庫
- 『勇断』祥伝社 1996
- 『面影』読売新聞社 1996 のち徳間文庫
- 『われらのプロ野球』中央公論社 1996
- 『激流 一日本人の戦後』徳間書店 1996 のち文庫
- 『日本永眠協会』双葉社 1997
- 『豪胆の人 帝国陸軍参謀長・長勇伝』祥伝社 1997 のち文庫
- 『魅惑の年齢』実業之日本社 1997 のち徳間文庫
- 『勇断の外相重光葵』新潮社 1997
- 『大阪をつくった男 五代友厚の生涯』文藝春秋 1998
- 『惜愛』祥伝社 1998 「寝待月」文庫
- 『「会社の恋」の物語』徳間文庫 1998
- 『後家長屋 町之介慕情』講談社 1999 のち文庫
- 『邪しまな午後』徳間書店 2000「息子の恋人」文庫
- 『地球交響曲 小説ベートーヴェン』文藝春秋 2000
- 『都の西北貧乏荘物語 あのころのおれたち』毎日新聞社 2000
- 『出合茶屋』講談社 2000 のち文庫
- 『英雄の魂 小説石原莞爾』祥伝社 2001 のち文庫
- 『求愛の街』徳間文庫 2002
- 『さらば日本』毎日新聞社 2003
- 『大義に死す 最後の武人・阿南惟幾』祥伝社 2003 のち文庫
- 『熱い吐息』徳間文庫 2004
- 『老年満作』文藝春秋 2004
- 『熟れゆく日々』徳間文庫、2004
- 『遥かなり真珠湾 山本五十六と参謀・黒島亀人』祥伝社 2005 のち文庫
- 『大坂炎上 大塩平八郎「洗心洞」異聞』徳間文庫 2005
- 『静かなる凱旋』講談社 2006
- 『艶女犬草紙』講談社文庫 2006
- 『回春屋直右衛門秘薬絶頂丸』講談社文庫 2007
- 『曇天に窓があく』講談社 2008
- 『春情おかげ参り』徳間文庫 2008
- 『神の国に殉ず 小説東条英機と米内光政』祥伝社 2010 のち文庫
- 『定年直後』徳間文庫 2011
- 『われらの再生の日』講談社 2012
- 『家電兄弟 松下幸之助と井植歳男』PHP研究所 2017

## ラジオ番組
- 『阿部牧郎とその一味』（大阪放送）
- 『話のターミナル』（KBS京都放送）